# فرودگاه دکر رنچ
فرودگاه دکر رنچ (به انگلیسی: Decker Ranch Airport) یک فرودگاه خصوصی است که یک باند فرود خاک دارد و طول باند آن ۵۶۰ متر است. این فرودگاه در شهر کنت، اورگن کشور ایالات متحده آمریکا قرار دارد و در ارتفاع ۷۹۸ متری از سطح دریا واقع شده‌است.